# اوپانیشاد کنه

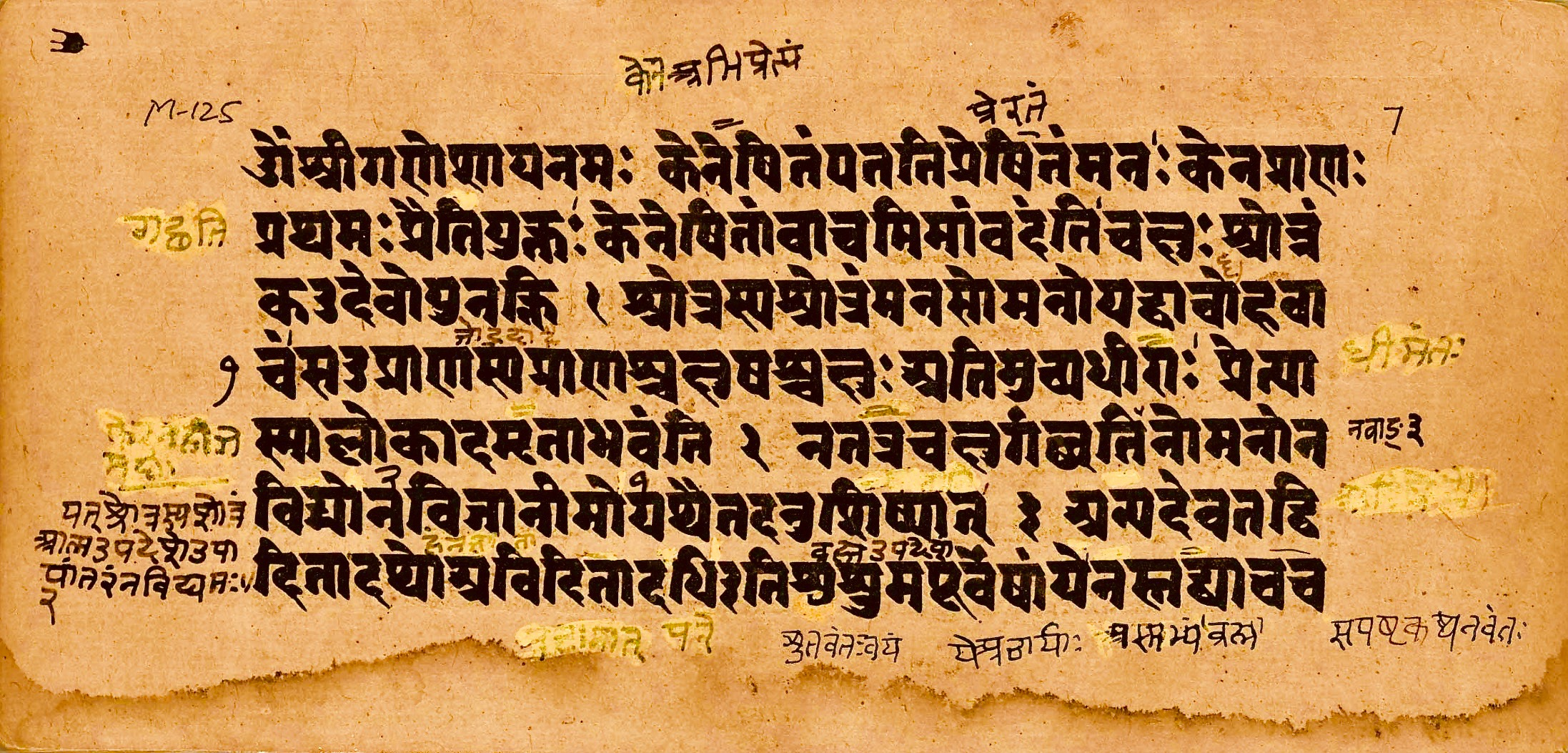
بندهای یک تا چهار اوپانیشاد کنه

اوپانیشاد کِنه (Kenopaniṣat) متنی ودایی به زبان سانسکریت است که به عنوان یکی از اوپانیشادهای اصیل (موکیا) شناخته می‌شود و در فصل آخر تالاواکارا براهمانام در ساماودا آمده است. در فهرست ۱۰۸ اوپانیشادی موکتیکا، اوپانیشاد کنه تحت شماره ۱۰۸ آمده است..
اوپانیشاد کنه احتمالاً در میانه هزارهٔ نخست پیش ‌از میلاد تألیف شده است. این اوپانیشاد ساختار منحصربه‌فردی دارد که در آن ۱۳ بند اول به نظم شعری درآمده‌اند و پس از آن ۱۵ بند بدنهٔ اصلی اوپانیشاد به نثر و ۶ بند به عنوان پی‌نوشت آمده است.> پل دوسن بر این باور است که بخش‌های نثر بدنهٔ اصلی از بخش شعری آغاز بسیار قدیمی تر است و اوپانیشاد کنه نثر کهن را با نظم جدیدتر پیوند داده است.